# ERLIN1
ERLIN1 (англ. ER lipid raft associated 1) – білок, який кодується однойменним геном, розташованим у людей на короткому плечі 10-ї хромосоми. Довжина поліпептидного ланцюга білка становить 346 амінокислот, а молекулярна маса — 38 926.
| 10         |  | 20         |  | 30         |  | 40         |  | 50         |
| ---------- |  | ---------- |  | ---------- |  | ---------- |  | ---------- |
| MTQARVLVAA |  | VVGLVAVLLY |  | ASIHKIEEGH |  | LAVYYRGGAL |  | LTSPSGPGYH |
| IMLPFITTFR |  | SVQTTLQTDE |  | VKNVPCGTSG |  | GVMIYIDRIE |  | VVNMLAPYAV |
| FDIVRNYTAD |  | YDKTLIFNKI |  | HHELNQFCSA |  | HTLQEVYIEL |  | FDQIDENLKQ |
| ALQKDLNLMA |  | PGLTIQAVRV |  | TKPKIPEAIR |  | RNFELMEAEK |  | TKLLIAAQKQ |
| KVVEKEAETE |  | RKKAVIEAEK |  | IAQVAKIRFQ |  | QKVMEKETEK |  | RISEIEDAAF |
| LAREKAKADA |  | EYYAAHKYAT |  | SNKHKLTPEY |  | LELKKYQAIA |  | SNSKIYFGSN |
| IPNMFVDSSC |  | ALKYSDIRTG |  | RESSLPSKEA |  | LEPSGENVIQ |  | NKESTG     |

A: Аланін

C: Цистеїн

D: Аспарагінова кислота

E: Глутамінова кислота

F: Фенілаланін

G: Гліцин

H: Гістидин

I: Ізолейцин

K: Лізин

L: Лейцин

M: Метіонін

N: Аспарагін

P: Пролін

Q: Глутамін

R: Аргінін

S: Серин

T: Треонін

V: Валін

Задіяний у таких біологічних процесах, як метаболізм ліпідів, метаболізм холестеролу, метаболізм стероїдів, метаболізм стеролів, ацетилювання. 
Білок має сайт для зв'язування з ліпідами. 
Локалізований у мембрані, ендоплазматичному ретикулумі.